# Ander Martín
Ander Martín Odriozola (San Sebastián, 16 novembre 2000) è un calciatore spagnolo, centrocampista del Burgos.

## Carriera
Cresciuto nel settore giovanile della Real Sociedad, ha esordito in prima squadra il 17 febbraio 2022, disputando l'incontro di Europa League pareggiato per 2-2 contro l'RB Lipsia. Tre giorni dopo ha anche esordito in Primera División, giocando l'incontro perso per 4-0 contro l'Athletic Bilbao.

## Statistiche

### Presenze e reti nei club
Statistiche aggiornate al 12 ottobre 2022.
| Stagione               | Squadra                | Campionato             | Campionato | Campionato | Coppe nazionali | Coppe nazionali | Coppe nazionali | Coppe continentali | Coppe continentali | Coppe continentali | Altre coppe | Altre coppe | Altre coppe | Totale | Totale |
| Stagione               | Squadra                | Comp                   | Pres       | Reti       | Comp            | Pres            | Reti            | Comp               | Pres               | Reti               | Comp        | Pres        | Reti        | Pres   | Reti   |
| ---------------------- | ---------------------- | ---------------------- | ---------- | ---------- | --------------- | --------------- | --------------- | ------------------ | ------------------ | ------------------ | ----------- | ----------- | ----------- | ------ | ------ |
| 2019-2020              | Real Sociedad C        | TD                     | 23         | 4          |                 | -               | -               |                    | -                  | -                  |             | -           | -           | 23     | 4      |
| feb.-giu. 2020         | Real Sociedad B        | SDB                    | 1          | 0          |                 | -               | -               |                    | -                  | -                  |             | -           | -           | 1      | 0      |
| 2020-2021              | Real Sociedad B        | SDB                    | 16+2       | 2+0        |                 | -               | -               |                    | -                  | -                  |             | -           | -           | 18     | 2      |
| 2021-2022              | Real Sociedad B        | SD                     | 30         | 3          |                 | -               | -               |                    | -                  | -                  |             | -           | -           | 30     | 3      |
| 2022-2023              | Real Sociedad B        | PF                     | 3          | 1          |                 | -               | -               |                    | -                  | -                  |             | -           | -           | 3      | 1      |
| Totale Real Sociedad B | Totale Real Sociedad B | Totale Real Sociedad B | 50+2       | 6          |                 | -               | -               |                    | -                  | -                  |             | -           | -           | 52     | 4      |
| feb.-giu. 2022         | Real Sociedad          | PD                     | 5          | 0          | CR              | -               | -               | UEL                | 1                  | 0                  |             | -           | -           | 6      | 0      |
| 2022-2023              | Real Sociedad          | PD                     | 0          | 0          | CR              | -               | -               | UEL                | 0                  | 0                  |             | -           | -           | 0      | 0      |
| Totale Real Sociedad   | Totale Real Sociedad   | Totale Real Sociedad   | 5          | 0          |                 | -               | -               |                    | 1                  | 0                  |             | -           | -           | 6      | 0      |
| Totale carriera        | Totale carriera        | Totale carriera        | 80         | 10         |                 | -               | -               |                    | 1                  | 0                  |             | -           | -           | 81     | 10     |